# Myriam Bounafaa
Myriam Bounafaa est une journaliste française de télévision née le 17 octobre 1980.
À partir de septembre 2016, elle est présente sur la chaîne d'information en continu du service public, France Info.

## Biographie
En 2005, après avoir obtenu son diplôme de l'École de journalisme de Toulouse, elle débute sur Direct 8 en présentant une chronique internationale dans la matinale Direct Matin.
À partir de 2008, elle intègre la chaîne locale Cap 24 pour la présentation des journaux du soir.
En 2010, elle part apprendre l'arabe à Damas, en Syrie.
En 2011, Myriam Bounafaa produit un documentaire sur France 4.
Durant la saison 2013-2014, elle coprésente le magazine historique Label Histoire sur France 3,.
En 2015, elle présente les journaux sur la chaîne d'information I-Télé puis, à partir d'août 2015, elle coprésente l'émission de vulgarisation scientifique Le Monde de Jamy avec Jamy Gourmaud sur France 3.
À partir de septembre 2016, elle participe au lancement de la chaîne d'information du service public, France Info, en présentant la tranche d'information de 21 h 30 à minuit.
En 2018, elle quitte la présentation du Monde de Jamy.
En septembre 2021, elle revient sur France Info pour présenter la matinale week-end, en compagnie de Camille Grenu.